# Anolis microlepidotus
Anolis microlepidotus – gatunek chronionej w Meksyku jaszczurki z rodziny Anolidae.

## Systematyka
Gatunek zaliczany jest do rodzaju Anolis, klasyfikowanego obecnie w monotypowej rodzinie Anolidae. W przeszłości rodzaj ten zaliczany był do rodziny legwanowatych (Iguanidae).

## Rozmieszczenie geograficzne
Zasięg występowania tego gada zawiera się w obrębie meksykańskich stanów Guerrero w jego środkowej części i zachodniej części Oaxaca. Gad bytuje na wysokości od 1700 do 2200 metrów n.p.m.

## Siedlisko
Naturalne siedlisko Anolis microlepidotus stanowią otwarte lasy tworzone głównie przez dęby lub sosny i dęby. Jaszczurki te spotyka się także w siedliskach zaburzonych ludzką działalnością, zwłaszcza na brzegach lasów.

## Zagrożenia i ochrona
W Czerwonej księdze gatunków zagrożonych IUCN Anolis microlepidotus jest klasyfikowany jako gatunek najmniejszej troski (LC, ang. Least Concern).
Przedstawicieli gatunku spotyka się z różną częstością w zależności od warunków środowiska. Trend liczebności populacji jest stabilny.
Nie są znane żadne poważne zagrożenia dla tego gatunku. Pomimo tego chroni go meksykańskie prawodawstwo.